# Cormodophlebia pulchra
Cormodophlebia pulchra är en insektsart som beskrevs av Van der Weele 1909. Cormodophlebia pulchra ingår i släktet Cormodophlebia och familjen fjärilsländor. Inga underarter finns listade i Catalogue of Life.